# Glysterus metatarsalis
Glysterus metatarsalis is een hooiwagen uit de familie Gonyleptidae.